# Københavns Skiklub
Københavns Skiklub er en skiklub for både eliteløbere og motionister.
Klubben har aktive inden for alle skidiscipliner: alpint, langrend, rulleski, telemark og snowboard.
Klubbens udøvere er på grund af det danske klima nødsaget til at træne på ski i Norge og Sverige. Klubbens bedste udøvere er tilknyttet Dansk Skiforbunds træningscenter i Norge, hvor de bor en stor del af året. 
Klubben præparerer et net af løjper i Gribskov og Jonstrup Vang ved Hareskoven i tilfælde at tilstrækkelige snemængder og afholder siden 2008 Gribskov Rendet.
Eremitageløbet blev afholdt for første gang i 1969, og siden har omkring en halv million løbere gennemført løbet i Dyrehaven. Løbet er Danmarks største enkeltdags motionsløb og verdens ældste. 
Initiativtagerne var Peter Schnohr og Richard Larsen. 
Løbet afholdes i et samarbejde mellem B.T., Københavns IF og Københavns Skiklub.
Af nu aktive atleter fra KS kan nævnes:
- Bjørn Fisker
- Sophie Fjellvang-Sølling
- Jonas Thor Olsen
- Anja Bolbjerg
- Julie Wendel Lundholdt